# Gabriel Valencia

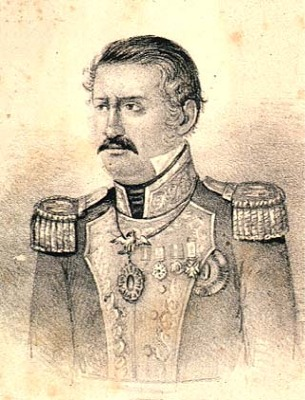
Gabriel Valencia

Gabriel Valencia (1799 - 1848) was een Mexicaans politicus en militair. Van 30 december 1845 tot 3 januari 1846 was hij president van zijn land. Later, tijdens de Mexicaans-Amerikaanse Oorlog, voerde hij de Mexicaanse troepen aan tijdens de slag bij Contreras.